# Lompolojärvi (Gällivare socken, Lappland, 747278-168233)
Lompolojärvi är en av fyra insjöar i Gällivare kommun i Lappland som heter Lompolojärvi. Den ingår i Kalixälvens huvudavrinningsområde. Sjön har en area på 0,14 kvadratkilometer och ligger 461 meter över havet. Lompolojärvi ligger i Sjaunja Natura 2000-område.

## Delavrinningsområde
Lompolojärvi ingår i det delavrinningsområde (747091-168576) som SMHI kallar för Utloppet av Allajaure. Medelhöjden är 498 meter över havet och ytan är 39,42 kvadratkilometer. Räknas de 13 avrinningsområdena uppströms in blir den ackumulerade arean 110,61 kvadratkilometer. Ängesån (Liinajoki) som avvattnar avrinningsområdet har biflödesordning 2, vilket innebär att vattnet flödar genom totalt 2 vattendrag innan det når havet efter 266 kilometer. Avrinningsområdet består mestadels av skog (66 procent) och sankmarker (31 procent). Avrinningsområdet har 1,02 kvadratkilometer vattenytor vilket ger det en sjöprocent på 2,6 procent.